# Aidomo Emakhu
Aidomo Emakhu (Clondalkin, 26 ottobre 2003) è un calciatore irlandese, attaccante del Millwall.

## Carriera

### Club
Cresciuto nel settore giovanile dello Shamrock Rovers, debutta in prima squadra il 15 maggio 2021, in occasione dell'incontro di Premier Division pareggiato per 1-1 contro il Derry City. Il 14 dicembre 2022 viene acquistato dal Millwall, firmando un contratto a lungo termine, con decorrenza dal 1º gennaio 2023.

### Nazionale
Ha giocato nelle nazionali giovanili irlandese Under-19 ed Under-21.

## Statistiche

### Presenze e reti nei club
Statistiche aggiornate al 9 ottobre 2023.
| Stagione               | Squadra                | Campionato             | Campionato | Campionato | Coppe nazionali | Coppe nazionali | Coppe nazionali | Coppe continentali | Coppe continentali | Coppe continentali | Altre coppe | Altre coppe | Altre coppe | Totale | Totale |
| Stagione               | Squadra                | Comp                   | Pres       | Reti       | Comp            | Pres            | Reti            | Comp               | Pres               | Reti               | Comp        | Pres        | Reti        | Pres   | Reti   |
| ---------------------- | ---------------------- | ---------------------- | ---------- | ---------- | --------------- | --------------- | --------------- | ------------------ | ------------------ | ------------------ | ----------- | ----------- | ----------- | ------ | ------ |
| 2021                   | Shamrock Rovers        | PD                     | 12         | 1          | CI              | 1               | 0               | UCL+UECL           | 0+1                | 0+1                | SI          | 0           | 0           | 14     | 2      |
| 2022                   | Shamrock Rovers        | PD                     | 22         | 1          | CI              | 2               | 1               | UCL+UEL+UECL       | 3+3+1              | 1+1+0              | SI          | 1           | 0           | 32     | 4      |
| Totale Shamrock Rovers | Totale Shamrock Rovers | Totale Shamrock Rovers | 34         | 2          |                 | 3               | 1               |                    | 8                  | 3                  |             | 1           | 0           | 46     | 6      |
| gen.-giu. 2023         | Millwall               | FLC                    | 1          | 0          | FACup+CdL       | -               | -               | -                  | -                  | -                  | -           | -           | -           | 1      | 0      |
| 2023-2024              | Millwall               | FLC                    | 8          | 1          | FACup+CdL       | 0+1             | 0               | -                  | -                  | -                  | -           | -           | -           | 9      | 1      |
| Totale carriera        | Totale carriera        | Totale carriera        | 43         | 3          |                 | 4               | 1               |                    | 8                  | 3                  |             | 1           | 0           | 56     | 7      |

## Palmarès

### Club

#### Competizioni nazionali
- Campionato irlandese: 2

Shamrock Rovers: 2021, 2022
- Supercoppa d'Irlanda: 1

Shamrock Rovers: 2022